# HSP magazine

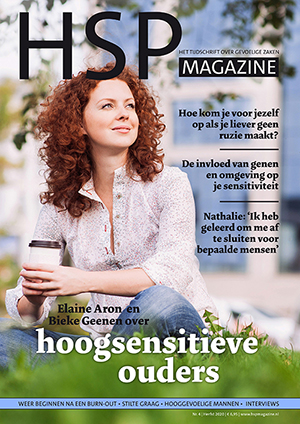
Omslag van het tijdschrift

HSP magazine is een Nederlands tijdschrift voor hoogsensitieve mensen. HSP is de afkorting voor hoogsensitief persoon. Het komt één keer per kwartaal uit. Het eerste nummer verscheen op 1 december 2019 in een oplage van 2500 exemplaren. In HSP magazine wordt het onderwerp hoogsensitiviteit van alle kanten bekeken. Een op de vijf mensen is hoogsensitief, volgens de Amerikaanse psycholoog dr. Elaine Aron. Beseffen dat je dit bent en dat je je leven daar een beetje op aan moet passen, kan voor veel mensen goed zijn. Het leidt ook tot veel vragen, en daar gaat dit magazine op in. Met interviews met HSP's, tips van coaches, columns en artikelen over verschillende onderwerpen zoals HSP's en werk, liefde en opvoeding. De oprichter is Brigitte Schellens (1970).
Na vijf jaar verschijnt het blad in een oplage van 4300 exemplaren en zijn er 3200 abonnees.